# 勧農
勧農（かんのう）とは、支配者が農業を振興・奨励する民政施策を指す（日本史の用語）。日本の律令において国司の職務とされたのが初見である。
元は中国古典に見られる『勧課農桑』という句が略されたもので、儒教的な農本主義に基づく言葉であり、秋の「収納」に対し、春の「勧農」という言葉もある。現在では、近代的な経済政策・社会政策としての「農業政策」の言葉が一般に使われている。

## 発生
勧農は広い概念を有する語であり、例えば、灌漑用水の整備・維持、種子・農料の貸与・給付（出挙もこれに含まれる）、耕地の配分、農業労働力の組織編成、荒廃地の開発、税率の上下調整などが含まれていた。これらは、本来、農民による生産を促進・拡大を意図したものだったが、国を富ますことは支配者にとって租税収入を確保するという側面もあった。

## 古代日本の勧農
弥生時代より始まり、のちの地方豪族層が、開墾、水利のための土木工事、災害からの復旧、農民動員などを主導した。長期に亘り農業生産力が上昇し、日本の人口も増大した。

## 律令時代の勧農
それまで地方豪族層が領した土地・田畑は律令政府による公有となり班田制が始まった。墾田の耕作権については一代限りとされ、開墾の動機付けは中国の制度に比べると弱かった。律令制では、勧農は国司の職務として規定されており、国司による各種の勧農施策が行われた。
人口増大は律令制開始後も続いていたが、反面、班田に必要な区分田が不足し始めた。対応のために、律令政府は722年に良田百万町歩開墾計画を施行した。これも、勧農の一形態であり、農業生産を振興することにより、財政収入を増加・確保しようとしたものである。
ただし基本的に日本の律令制本来の制度は、勧農による農業生産力増大を図る仕組みが十分ではなく、対応のために墾田の耕作権の永代所有を認めるように転換した。

## 荘園制における勧農
平安時代中期ごろに律令制が崩壊し、荘園・国衙領を支配単位とする体制が確立していくと、勧農の内容も次第に変質していった。特に荘園では年貢徴収を指して勧農と呼ぶ例も見られるようになった。中世荘園における勧農は、大きく2つに区分される。1つは荘園領主による勧農、もう1つは在地領主による勧農である。
荘園領主は、現地の有力農民（田堵など）を名主に任じ、荘園の現地経営を安定させると同時に、直属の預所を現地へ派遣するなどして、荘園支配の強化維持に努めた。その中で、荘園領主による勧農は、百姓や名主も期待するところであり、例として年貢の減免や雑役人夫への給付などが行われた。場合によっては、荘園領主が命じて名主や預所に勧農を行わせることもあった。
在地領主は、平安中期～後期を通じて、名田経営により富を蓄積し、周辺田地や開発墾田を集積するとともに、それらの田地内の一般百姓を支配下に置こうと指向していた。そのため、灌漑用水を開発したり、自らの私営田を一般百姓に耕作させるなどの勧農行為をとおして、在地に対する支配力を強めていった。こうした動きは、鎌倉時代になると一層顕著となり、鎌倉中期には荘園領主と在地領主との間で勧農権をめぐる相論（訴訟）が頻発するようになる。ここに至り、勧農権は現地の実効支配を意味するようになった。つまり、鎌倉期の地頭は、在地領主として勧農を実施することで、現地の実効支配権をも主張したのであり、このようにして地頭による荘園侵略が行われたのである。

## 江戸期の勧農
江戸時代になると社会が安定し、支配層となった武士は儒教精神に基づく穏健な支配、すなわち仁政を指向するようになった。その中で、支配層は農民を育成するため、年貢による収奪だけでなく、様々な勧農施策を実施した。特に1643年（寛永20）ごろに発生した大飢饉を契機として、大名や旗本らの領主層は、生産収入を確保するため、積極的に新田開発などの勧農を行った。これにより、耕地が大幅に増加し、17世紀当初の約160万町歩が18世紀初めには約300万町歩にまで激増した。
江戸中期には、農村生活の疲弊が見られるようになったが、18世紀後期～19世紀前期（寛政期～文化文政期）ごろ、幕府は農村復興を大々的に進め、灌漑用水の整備や荒廃地の開発、そのための資金融資を実施するとともに、有能な者を代官に任命して長期間、同一職務にあたらせた。これらの代官は諸々の勧農を積極的に遂行していき、各地で領民から名代官として顕彰され、現代まで顕彰碑や代官を祀る神社が大切に残されている。江戸幕府8代将軍徳川吉宗は、すでに西日本では飢饉の際の救荒作物として知られていた甘藷（サツマイモ）の栽培を儒学者・蘭学者である青木昆陽に命じ、関東においてこれを広め、度重なる飢饉を救ったとされる。

## 明治期の勧農
明治時代には、明治政府は、各地の有力豪農を活用して地方行政システムを構築しようとした。特に明治維新期に行われた地租改正と、田畑永代売買禁止令の廃止により寄生地主制が進展した。1873年、征韓論がきっかけとなった政変（明治六年政変）を機に大久保利通の主導で内務省が新設されると内務省が勧農を進めた。1881年に農商務省が新設されると、勧農政策はそちらへ移管する。また、明治政府は蝦夷地（北海道）を直轄地とし、開拓使にそれを統括させた。明治6年（1873年）には、北方警備と開拓とを兼任させる屯田兵制を開始し、多くの移民が北海道へ渡った。また、勧農という広い意味では、日本は、開国から第二次世界大戦後にいたるまで労働力が過剰だったために移民を送出する側にあり、諸外国（アメリカ合衆国本土、ハワイ、ブラジル、ペルー、ドミニカ共和国など）への移民の多くが現地での原野開拓に従事した。

### 農事巡回教師制度
明治の勧農政策のひとつとして、明治18年に農事巡回教師制度が発足した。これは安直な西洋農法のそのままの導入という愚を避け、在来農法を尊重するとともに老農(農業技術に秀でた在地の農村指導者)を活用しようという姿勢の現れで、新進の農学士を中心に中央政府から府県に派遣される甲部巡回教師と、各府県において地元の老農らを政府の承認を得て任命し、府県内を巡回せしめる乙部巡回教師の二種類があった。全国に多くの足跡を残したが、明治22年に農学会から実効性について疑問が呈せられ、これに替わるものとして明治26年には国立農業試験場制度が発足した。

## 大正期の勧農
次第に「勧農」の言葉に代わって「農業政策」（「農政」）の語が使われる様になる。大正時代には、農林水産省は当時の実情であった寄生地主制の進行と農民の離村・都市労働者化を食い止めるために「小農主義」「自作農主義」を掲げて、農産物の価格安定策として米穀法（1921年）・米穀統制法（1933年）・食糧管理法（1942年）などを制定した。

## 昭和期（戦前･戦中）の勧農
第二次世界大戦の戦前、日本はアジア各地に植民地を創る。1931年の満州事変以降、日本の傀儡国家である満州国には日本から総数27万人とも、32万人ともされる満蒙開拓団が渡り、2000万ヘクタールとも云われる広大な農地を耕した。

## 昭和期（戦後）の勧農
第二次世界大戦の戦中、日本国内の農地は荒廃したが、敗戦後、戦地（中国満州や、南洋など）より帰国した者達によって、新たな農地が開墾される。GHQは、明治政府の大地主を利用した地方行政政策（豪農民権・寄生地主制）が戦争の機運を招いたとして、小作農の開放（農地改革）を行ない、農地を寄生地主から安価で買取り小作農に再配分し農地法によって農地の権利の保護を図った。（但し、沖縄県および鹿児島県奄美群島などは、太平洋戦争終結以降アメリカの施政権下となったため、農地改革が行われなかった。）農地改革では、農地の所有を細分化した為、日本農業の零細化に繋った。GHQは、既存の農業会を改組する形で、1948年（昭和23年）に主に農業指導や流通支援、金融活動などを行なう農業協同組合を発足させた。

## 昭和期（経済成長期）の勧農
土地改良法（昭和24年6月6日法律第195号）によって、灌漑排水設備の整備や農道の整備、圃場整備（小さな面積の田畑複数枚を１枚の大きな田畑に変える・土層改良など）などの土地改良がされる様になる。1961年には農業基本法が制定された。食糧増産を目的として盛んに干拓工事が行われ、巨大事業も行なわれた。1957年に着工し20年の歳月と約852億円の費用を投じて約17,000haの干拓地を造成した八郎潟干拓事業などが有名である。

## 平成期の勧農
2001年（平成13年）、中央省庁再編により農林水産省が発足する。海外からの安価な農産物の輸入に押され、農家の零細化が進み、食糧自給率が低下する一方で、日本国民の食事の欧風化などに伴って、米の消費量は漸減し、米作では生産調整（減反政策）が実施されている。農政の転換が図られて、1999年には食料・農業・農村基本法が制定される。2009年に成立した改正農地法は、食糧の自給率向上や環境保全などに重大な障害を持ち込むおそれを回避する為に「効果的および効率的な農地の利用」を目指すものである。
1989年（平成元年）に着工した旧農林水産省主導による諫早湾干拓事業では干拓に伴う自然環境の破壊と漁業被害が報告され、司法の場で事業の是非が争われている。